# Venere dormiente (Artemisia Gentileschi)
La Venere dormiente è un dipinto a olio su tela realizzato tra il 1625 e il 1630 da Artemisia Gentileschi. Attualmente è conservato al Museo di belle arti della Virginia di Richmond.

## Storia
La tela fu presumibilmente dipinta per volere di un ricco e importante committente: difatti, la pittrice poté rappresentare il tessuto azzurro impiegando due strati di lapislazzuli, materia prima pregiata e difficile da ottenere per gli artisti. Secondo taluni si tratta della stessa tela che, nel 1635, Gentileschi inviò da Napoli a Roma, al cardinale Antonio Barberini. Seguendo tale tesi, nell'inventario del 1644 della collezione Barberini fu quindi registrata come "Donna con amorino".
Il dipinto fu attestato in una collezione privata a Roma negli anni Ottanta. Fu quindi acquistato dalla Barbara Piasecka Foundation e trasferito a Princeton, nel New Jersey. Successivamente lo acquisì un'altra fondazione, la Adolph D. and Wilkins C. Williams Foundation, che lo donò al Museo di belle arti della Virginia. 

## Descrizione
Il dipinto ha come soggetto Venere, la dea romana dell'eros e della bellezza, raffigurata mentre dorme adagiata su un copriletto blu e un raffinato cuscino color cremisi, arricchito da nappe e rifiniture dorate. La dea indossa soltanto un sottile e pressoché trasparente velo di lino, che dal braccio sinistro la avvolge fino a coprirle la coscia destra. Mentre lei si appresta a dormire, suo figlio Cupido la sventola con delle variopinte piume di pavone, e nel frattempo la osserva con espressione adorante e rapita. Sullo sfondo, è visibile una finestra che dà su un paesaggio illuminato dal chiaro di luna, all'interno del quale si può anche individuare un tempio, evidentemente dedicato alla dea. 
Il volto di Venere si caratterizza per le guance piene, le palpebre socchiuse, il naso prominente e il mento piccolo e sporgente. Tali tratti, peraltro, sono riconducibili proprio all'aspetto esteriore di Artemisia Gentileschi. La posa del corpo è naturale: la mano destra della figura si poggia delicatamente sul fianco, mentre le sue gambe sono soavemente distese una accanto all'altra. La raffigurazione di una donna addormentata e quindi vulnerabile si pone in contrasto con alcuni dei soggetti più ricorrenti delle opere di Gentileschi, ma è altresì indice della capacità dell'artista di adattare il proprio stile alle richieste dei mecenati. È possibile che fu un secondo pittore a realizzare il paesaggio che si trova a sinistra della composizione.

## Influenza
La composizione dell'opera sembra essere stata influenzata dalla Venere e suonatore di liuto di Tiziano, con cui presenta alcune affinità: infatti, entrambi concepiscono la Venere come una donna nuda sdraiata e prevedono delle figure di accompagnamento, una balaustra e una finestra con veduta su un paesaggio. La posa nello specifico, invece, rassomiglia notevolmente a quella dell'Amorino dormiente di Caravaggio, che presumibilmente Artemisia poteva visionare direttamente o comunque - avendolo già osservato - conservava con chiarezza nella sua memoria.
Grazie alla sua iconografia e allo stile di Gentileschi, l'opera riesce a fondere con equilibrio i gusti del realismo con quelli propri del classicismo.

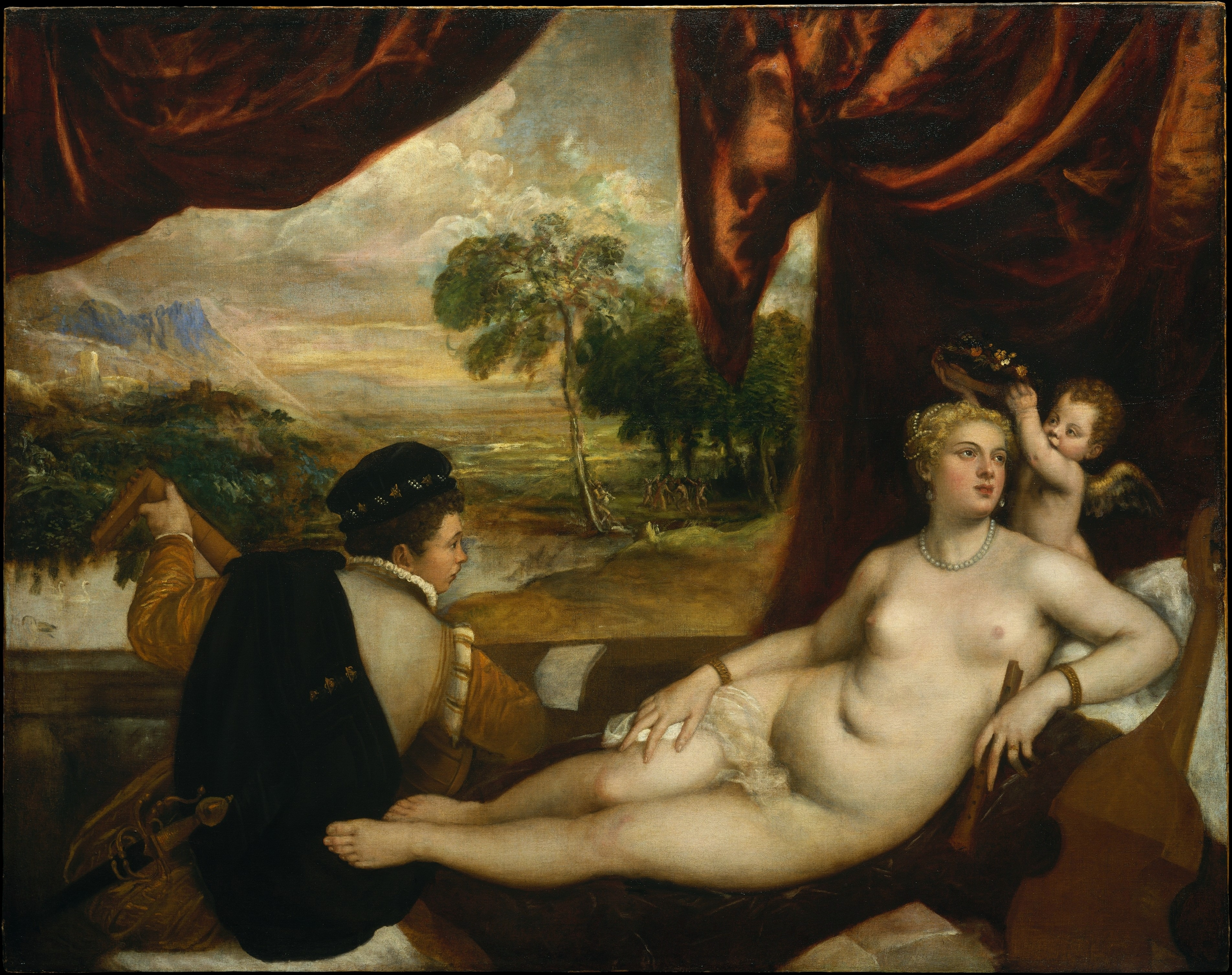
Venere e suonatore di liuto, Tiziano, 1565-1570, New York, Metropolitan Museum of Art.
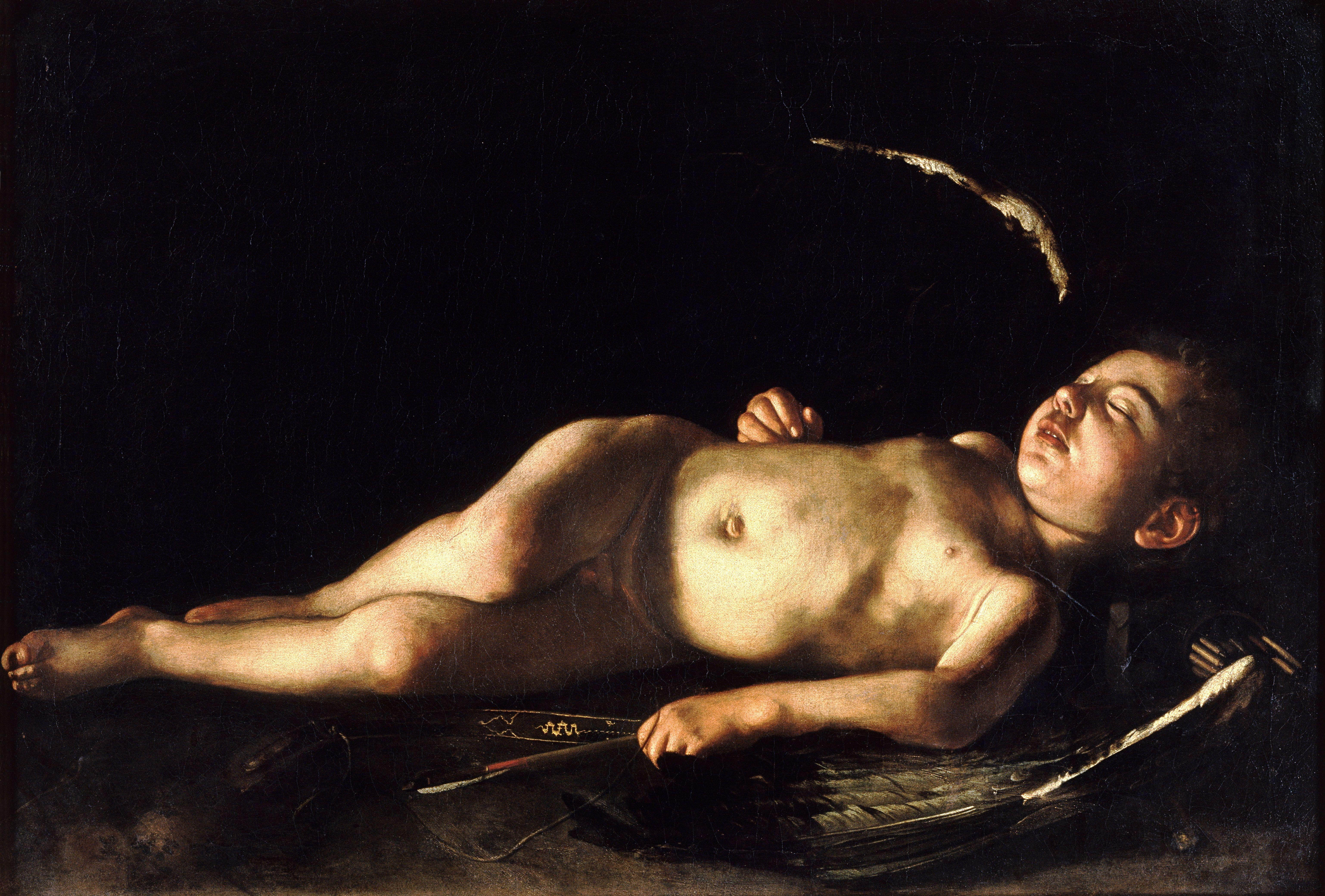
Amorino dormiente, Caravaggio, 1608, Firenze, Galleria Palatina.